# 普雷萨耶
普雷萨耶（法語：Présailles，法語發音：[pʁezaj]）是法国上卢瓦尔省的一个市镇，属于勒皮区。

## 地理
普雷萨耶（44°54'6"N, 4°1'41"E）面积22.23 平方千米，位于法国奥弗涅-罗讷-阿尔卑斯大区上盧瓦爾省，该省份为法国中南部省份，北起多姆山省和卢瓦尔省，西接康塔爾省，南至洛泽尔省，东临阿尔代什省。
与普雷萨耶接壤的市镇（或旧市镇、城区）包括：伊萨莱斯、阿莱拉克、弗雷斯内拉屈什、加泽耶河畔勒莫纳斯捷、萨莱特。

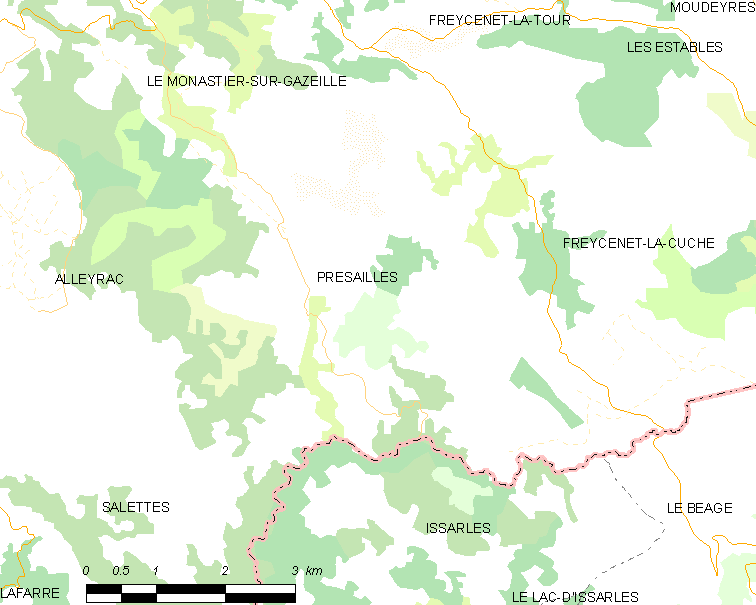
普雷萨耶的OSM定位图

普雷萨耶的时区为UTC+01:00、UTC+02:00（夏令时）。

## 行政
普雷萨耶的邮政编码为43150，INSEE市镇编码为43156。

## 政治
普雷萨耶所属的省级选区为梅藏县。

## 人口

1962-2008年间普雷萨耶人口变化图示

普雷萨耶于2022年1月1日时的人口数量为110人。